# Wróble (podrodzina)
Wróble (Passerinae) – podrodzina ptaków z rodziny wróbli (Passeridae).

## Zasięg występowania
Podrodzina obejmuje gatunki występujące w Afryce i Eurazji.  

## Systematyka
Do podrodziny zaliczane są następujące rodzaje:
- Gymnoris Hodgson, 1845
- Passer Brisson, 1760
- Petronia Kaup, 1829 – jedynym przedstawicielem jest Petronia petronia (Linnaeus, 1766) – wróbel skalny
- Onychostruthus Richmond, 1917 – jedynym przedstawicielem jest Onychostruthus taczanowskii (Przewalski, 1876) – śnieżka białorzytna
- Pyrgilauda J. Verreaux, 1871
- Montifringilla C.L. Brehm, 1831